# James Barron
James Barron (ur. 15 września 1768, zm. 4 kwietnia 1851) – amerykański wojskowy i oficer marynarki wojennej Stanów Zjednoczonych; młodszy brat Samuela Barrona. Brał udział w „quasi-wojnie” oraz I wojnie berberyjskiej, podczas których dowodził, między innymi okrętami, USS „Essex” oraz USS „President”. Jako dowódca fregaty USS „Chesapeake” postawiony przed sądem wojskowym za postępowanie, które doprowadziło do poddania okrętu Brytyjczykom. W efekcie krytyki towarzyszącej powyższemu wydarzeniu wyzwał na pojedynek i zabił Stephena Decatura, jednego z sądzących go oficerów. Zawieszony w funkcjach parał się handlem morskim w Europie. Karierę wojskowego zakończył w 1839 roku jako oficer-senior US Navy.

## Życiorys
Barron urodził się w Hampton, jako syn kapitana Jamesa Barrona i brat Samuela Barrona. W latach młodzieńczych Barron terminował u ojca na różnych okrętach; ostatecznie wstąpił do marynarki wojennej, gdzie służył pod komendą Johna Barry’ego.

### Kariera wojskowa
9 marca 1798 roku Barron otrzymał stopień porucznika marynarki w nowo utworzonej United States Navy. Odznaczył się jako oficer na fregacie USS „United States”. Dwa lata później awansowano go na komandora, jednocześnie przekazując komendę na slupem wojennym USS „Warren”, którym dowodził podczas ostatnich miesięcy „quasi-wojny”.
Na początku 1804 roku Barron nadzorował budowę kanonierek w Hampton. 11 kwietnia 1804 został mianowany dowódcą USS „Essex”, na którym pożeglował ku Morzu Śródziemnemu, by dołączyć do eskadry dowodzonej przez jego starszego brata, Samuela. Zadaniem eskadry była ochrona amerykańskich transportowców oraz blokada portu w Trypolisie.
25 czerwca 1805 roku Barron został członkiem trybunału wojskowego obradującego na pokładzie zacumowanego w Syrakuzach USS „Constitution” mającego osądzić Williama Bainbridge’a, którego czyny doprowadziły do wyprowadzenia na mieliznę i utraty fregaty USS „Philadelphia” w pobliżu Trypolisu.
15 kwietnia 1806 został mianowany dowódcą Eskadry Śródziemnomorskiej. 22 kwietnia uzyskał awans na komodora; w tym samym roku dostał pod komendę USS „Chesapeake”. Okręt stał zacumowany w Norfolk, gdzie w dużym pośpiechu wyposażano go w niedoświadczoną załogę oraz wybrakowany ekwipunek.
22 czerwca 1807 roku „Chesapeake” wziął udział w tzw. incydencie „Chesapeake”–„Leopard”, podczas którego został ostrzelany i pochwycony przez siły brytyjskie na Hampton Roads; to starcie w efekcie przyspieszyło wybuch wojny brytyjsko-amerykańskiej. Brytyjski okręt HMS „Leopard” wezwał przepływający „Chesapeake” do zezwolenia na przeszukanie ładowni w poszukiwaniu dezerterów z Royal Navy. Barron odmówił. W odpowiedzi „Leopard” otworzył ogień zabijając trzech i raniąc osiemnastu ludzi. Całkowicie nieprzygotowana do bitwy amerykańska fregata poddała się. Brytyjska załoga abordażowa dostała się na pokład i zabrała ze sobą czterech domniemanych dezerterów.
Tego samego dnia Barron stanął przez trybunałem wojskowym, który uznał, iż oskarżony nie podjął dostatecznych działań, aby przygotować okręt na ewentualność bitwy i zawiesił go na 5 lat bez możliwości pobierania żołdu. W skład trybunału weszli, między innymi: John Rodgers (przewodniczący) oraz Stephen Decatur.

### Pojedynek
Po sześciu latach „wygnania” Barron powrócił z Kopenhagi i starał się o przywrócenie do pełni praw. Zachowywał się kontrowersyjnie, co przysporzyło mu krytykę ze strony innych oficerów marynarki, wśród których prym wiódł były podwładny, komodor Stephen Decatur. Rozgoryczony Barron wyzwał go na pojedynek pistoletowy, który zaplanowano na 22 marca 1820 roku.
Wyzwanie zdarzyło się w czasach, gdy częste pojedynki między oficerami uszczuplały kadry marynarki – w efekcie czego Departament wojny Stanów Zjednoczonych zagroził zwolnieniem każdemu, kto by się podjął tej praktyki.
Organizatorami starcia byli Bainbridge oraz Jesse Elliott. Wedle ich planu pojedynkujący mieli stanąć twarzą w twarz w niewielkiej odległości, odmiennie do tradycyjnego sposobu, wedle którego zwaśnieni stawali tyłem do siebie, wykonywali dziesięć kroków i na komendę odwracali się, by strzelić.
Po zajęciu pozycji Barron i Decatur zostali poinstruowani przez Bainbridge’a: „Komendy będę podawał szybko – «prezentuj broń, jeden, dwa, trzy» – nie wolno wam strzelić przed słowem «jeden» ani po słowie «trzy»”. Obaj wypalili przed padnięciem słowa „dwa”. Kula wystrzelona przez Decatura trafiła Barrona w podbrzusze i rykoszetowała w udo. Strzał Barrona trafił Decatura w okolicę miednicy, przecinając arterie. Obaj padli na ziemię niemal równocześnie. Śmiertelnie ranny Decatur trzymał się za bok i wykrzykiwał „O Boże, jestem martwy”. Leżący Barron stwierdził, że pojedynek został przeprowadzony odpowiednio oraz, iż z głębi serca wybacza Decaturowi. Ten ostatni zmarł następnego dnia; Barronowi udało się wyleczyć z ran.

### Późniejsza służba
Barron pozostał w marynarce sprawując służbę lądową; w 1839 roku został oficerem-seniorem. Zmarł 21 kwietnia 1851 roku w Norfolk. Jego prywatne pisma, dotyczące głównie sprawy „Chesapeake”–„Leopard”, przechowywane są w bibliotece im. Earla Gregga Swema w College of William & Mary.